# 1542 w polityce

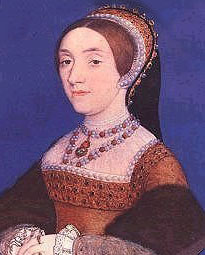
Katarzyna Howard

Wydarzenia polityczne w 1542 roku.

## Wydarzenia
- Katarzyna Howard, żona Henryka VIII Tudora, została ścięta pod zarzutem zdrady małżeńskiej[1].